# Megachile eucalypti
Megachile eucalypti är en biart som beskrevs av Cockerell 1910. Megachile eucalypti ingår i släktet tapetserarbin, och familjen buksamlarbin. Inga underarter finns listade i Catalogue of Life.